# Swann Arlaud
Pour les articles homonymes, voir Arlaud.
Swann Arlaud, né le 25 mars 1981 à Fontenay-aux-Roses,, est un acteur français.
Longtemps cantonné dans les seconds rôles du petit et du grand écran, sa carrière prend un tournant en 2016 : il joue dans les films Ni le ciel ni la terre de Clément Cogitore et Les Anarchistes d'Élie Wajeman, obtenant une nomination au César du meilleur espoir masculin pour ce dernier.
Il remporte en 2018 le César du meilleur acteur pour sa performance dans Petit Paysan puis obtient à deux reprises celui du meilleur acteur dans un second rôle : d'abord en 2020 avec le drame Grâce à Dieu, puis en 2024 pour Anatomie d'une chute.
Au cours de sa carrière, il collabore avec des réalisateurs français majeurs : Justine Triet, François Ozon, Claire Simon, Cheyenne Carron, Stéphane Brizé, Guillaume Nicloux, Jean-Pierre Améris...

## Biographie

### Carrière
Swann Arlaud grandit dans une famille de professionnels du spectacle. Petit-fils du scénariste suisse Rodolphe-Maurice Arlaud et du comédien Max Vialle, il est le fils du chef décorateur Yan Arlaud et de la directrice de casting et metteuse en scène de théâtre Tatiana Vialle,. Son beau-père est le chef opérateur Bruno Nuytten.

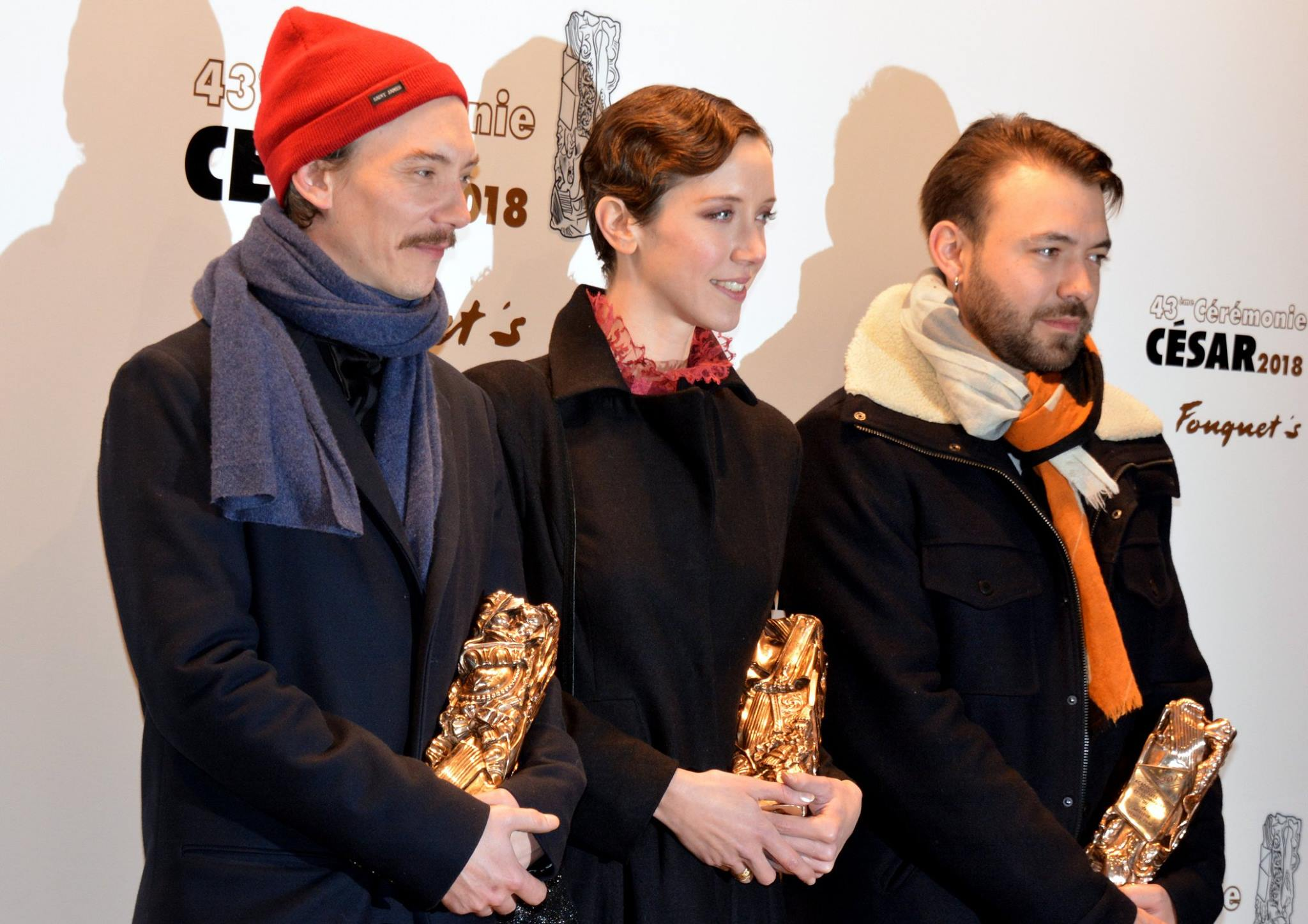
Swann Arlaud, Sara Giraudeau et le réalisateur Hubert Charuel lors de la remise des César 2018.

Diplômé des Arts décoratifs de Strasbourg, il est longtemps cantonné aux seconds rôles du petit et du grand écran. Dans les années 2010, il se fait progressivement connaître en apparaissant dans des films comme Belle Épine et Les Émotifs anonymes ainsi qu'au théâtre avec Une femme à Berlin, et en 2015, accède à la notoriété avec ses rôles dans les films Ni le ciel ni la terre et Les Anarchistes, tous deux présentés au Festival de Cannes à la Semaine de la critique.
En 2018, il reçoit le César du meilleur acteur pour le film Petit Paysan, par ailleurs couronné du César du meilleur premier film, aux côtés de sa partenaire d'écran Sara Giraudeau qui reçoit également celui de la meilleure actrice dans un second rôle.
En 2020, il reçoit le César du meilleur acteur dans un second rôle grâce à son interprétation d'Emmanuel Thomassin dans Grâce à Dieu de François Ozon.

## Vie privée
Swann Arlaud a un fils avec la directrice de la photographie française Sarah Boutin, avec qui il a travaillé dans le court métrage Venerman (2017), réalisé par lui-même.

### Prises de position
Swann Arlaud est l'un des rares acteurs français à prendre la parole pour soutenir les femmes publiquement. En février 2018, il portait un ruban blanc (symbole de la lutte contre les violences faites aux femmes) en soutien au mouvement MeToo lors de la 43e cérémonie des César.
Il a cosigné en mai 2019, parmi 1 400 personnalités du monde de la culture, la tribune « Nous ne sommes pas dupes ! », publiée dans le journal Libération, pour soutenir le mouvement des Gilets jaunes et affirmant que « Les gilets jaunes, c'est nous ».
Il a cosigné le 22 mars 2023 la tribune soutenant le mouvement contre le projet sur les retraites, s'adressant au chef de l’État pour demander le retrait immédiat du projet, considéré « injuste, inefficace, touchant plus durement les plus précaires et les femmes », en plus d'être rejeté « par l'immense majorité de la population, et même minoritaire à l'Assemblée nationale »,.
En février 2020, Swann Arlaud a apporté son soutien au geste d'Adèle Haenel de quitter la 45e cérémonie des César après que Roman Polanski remporte le prix de la meilleure réalisation. Il déclare : « Je trouve le prix de Roman Polanski bizarre, j'ai un peu de mal à comprendre. Je me questionne, ce problème est très complexe, la séparation de l'homme et de l'artiste. C'est compliqué. Evidemment que je comprends Adèle, après ses prises de parole, elle ne pouvait pas rester assise sur sa chaise à applaudir. Évidemment qu'elle a eu raison de le faire. On lui aurait reproché de ne pas l'avoir fait. »
En janvier 2024, il a cosigné parmi 150 personnalités du monde de la culture, la tribune « Affaire Depardieu : l’art n’est pas un totem d’impunité », publiée dans le journal Libération en réponse à la tribune de soutien à l’acteur Gérard Depardieu après qu'il a été accusé d'agression sexuelle par plusieurs femmes.
En juin 2024, il a cosigné parmi plus de 230 artistes une tribune adressée à Emmanuel Macron qui interpellent le président pour que la France reconnaisse officiellement l’État de Palestine.

## Filmographie

### Cinéma

#### Années 1980
- 1987 : Jeux d'artifices de Virginie Thévenet : un enfant

#### Années 1990
- 1992 : La Révolte des enfants de Gérard Poitou-Weber : Lucien
- 1994 : Bête de scène de Bernard Nissille (court-métrage) : le petit prince (crédité Swann Vialle)

#### Années 2000
- 2005 : Les Âmes grises d'Yves Angelo : l'ordonnance / le soldat de la rixe aveugle
- 2006 : Le Temps des porte-plumes de Daniel Duval : Étienne
- 2006 : Les Aristos de Charlotte de Turckheim : Beau Gosse
- 2008 : Un cœur simple de Marion Laine : Paul Aubain jeune
- 2009 : La Femme invisible d'Agathe Teyssier : le stagiaire chercheur
- 2009 : Le Bel Âge de Laurent Perreau : François
- 2009 : Extase de Cheyenne Carron : Hugo
- 2009 : Le Dernier Vol de Karim Dridi : Duclos

#### Années 2010
- 2010 : La Rafle de Roselyne Bosch : un militant du PPF
- 2010 : Réfractaire de Nicolas Steil : Ady
- 2010 : Les Aventures extraordinaires d'Adèle Blanc-Sec de Luc Besson : le crieur devant l'Élysée
- 2010 : Belle Épine de Rebecca Zlotowski : Jean-Pierre
- 2010 : Les Émotifs anonymes de Jean-Pierre Améris : Antoine
- 2010 : Les Briques de sang de Jean-Baptiste Pouilloux (court métrage)
- 2010 : L'Autre Monde de Gilles Marchand : Dragon
- 2011 : Ne nous soumets pas à la tentation de Cheyenne Carron : Stéphan
- 2011 : À quoi tu joues ? de Jean-Guillaume Sonnier (court métrage) : Benoit
- 2011 : Alexis Ivanovitch vous êtes mon héros de Guillaume Gouix (court métrage) : Alex
- 2011 : Face de Christophe Deram (court métrage) : le déserteur
- 2011 : Elles de Małgorzata Szumowska : le jeune client
- 2012 : L'Homme qui rit de Jean-Pierre Améris : Sylvain
- 2012 : Une place d'Arnaud Aussibal (court métrage) : Denis
- 2013 : Crawl d'Hervé Lasgouttes : Martin
- 2013 : Michael Kohlhaas d'Arnaud des Pallières : le Baron
- 2013 : Alibi d'Hervé Lavayssière (court métrage) : le gitan
- 2013 : Lazare de Raphaël Etienne (court métrage) : Virgile
- 2013 : Nous sommes tous des êtres penchés de Simon Lelouch (court métrage) : Paul
- 2013 : Chat d'Ilan Cohen (court métrage) : l'homme en couple
- 2014 : Bon Rétablissement ! de Jean Becker : Camille
- 2014 : Bouboule de Bruno Deville : Patrick dit Pat
- 2015 : La Dernière Ballade de Jennifer Cotillard (court métrage)[18] : le garçon
- 2015 : Élixir de Brodie Higgs : André
- 2015 : Les Anarchistes d'Élie Wajeman : Élisée Mayer
- 2015 : Ni le ciel ni la terre de Clément Cogitore : Jérémie Lernowski
- 2016 : Baden Baden de Rachel Lang : Simon
- 2016 : The End de Guillaume Nicloux : le jeune homme
- 2016 : Une vie de Stéphane Brizé : Julien de Lamare
- 2016 : La Prunelle de mes yeux d'Axelle Ropert : Nicolaï
- 2016 : Goliath de Loïc Barché (court métrage) : Nico
- 2017 : Satire dans la campagne de Maxime Carsel et Marc Large (documentaire) : dans son propre rôle
- 2017 : Petit Paysan d'Hubert Charuel : Pierre
- 2017 : Gros chagrin de Céline Devaux (court métrage) : Jean
- 2017 : Venerman de Swann Arlaud et Tatiana Vialle (court métrage) : Antoine
- 2018 : Un beau voyou de Lucas Bernard : Bertrand
- 2018 : Grâce à Dieu de François Ozon : Emmanuel
- 2019 : Exfiltrés d'Emmanuel Hamon : Sylvain
- 2019 : Perdrix d'Erwan Le Duc : Pierre Perdrix
- 2019 : Les Hirondelles de Kaboul de Zabou Breitman et Éléa Gobbé-Mévellec : voix de Mohsen
- 2019 : L'Aventure atomique de Loïc Barché (court métrage) : le scientifique

#### Années 2020
- 2020 : Comment je suis devenu super-héros de Douglas Attal : Naja
- 2020 : Free Flow de Sâm Mirhosseini (court métrage) : Jean-Marc
- 2021 : Vous ne désirez que moi de Claire Simon : Yann Andréa
- 2021 : Cœurs vaillants de Mona Achache : le conservateur
- 2022 : À propos de Joan de Laurent Larivière : Nathan Verra
- 2022 : Tant que le soleil frappe de Philippe Petit : Max
- 2023 : L'Établi de Mathias Gokalp : Robert
- 2023 : Anatomie d'une chute de Justine Triet : Me Vincent Renzi
- 2025 : Arco d'Ugo Bienvenu : le père d'Iris (voix)
- 2025 : L'Étranger de François Ozon :

### Télévision
- 2004 : PJ, épisode Enfants de cœur de Gérard Vergez (série télévisée) : Luc
- 2005 : D'Artagnan et les Trois Mousquetaires de Pierre Aknine (téléfilm)  un mousquetaire
- 2005 : Les Monos, épisode La loi du silence de Williams Crépin (série télévisée) : double L
- 2005 : Groupe flag, épisode Vrai ou faux d'Étienne Dhaene (série télévisée) : l'étudiant
- 2005 : L'Ordre du temple solaire d'Arnaud Sélignac (téléfilm) : Patrick Vuarnet
- 2006 : Femmes de loi, épisode Cantine mortelle de Gérard Marx (série télévisée) : Jérôme Caubert
- 2007 : PJ, épisode Les Bonnes intentions de Claire de la Rochefoucauld (série télévisée) : Pierrick Le Guen
- 2007 : Reporters, saison 1, épisodes 1 et 4 réalisés par Suzanne Fenn et Ivan Strasburg (série télévisée) : le monteur de Thomas
- 2007 : Sur le fil, épisode Le Saint de Frédéric Berthe (série télévisée) : Fabrice Andréani
- 2008 : Paris, enquêtes criminelles, épisode L'Amour fou de Jean-Teddy Filippe (série télévisée) : Rémi Royer
- 2008 : Engrenages, créée par Alexandra Clert, saison 2 (série télévisée) : Steph
- 2008 : Central Nuit, épisode Comme des sœurs d'Olivier Barma (série télévisée) : Ludo Fortin
- 2009 : Nicolas Le Floch, épisode Le Fantôme de la rue Royale de Nicolas Picard-Dreyfuss (série télévisée) : Jean Galaine
- 2010 : Les Bleus, premiers pas dans la police, épisode Une affaire de famille d'Alain Tasma (série télévisée) : Vincent Mora
- 2010 : Crainquebille de Philippe Monnier (téléfilm) : jeune marchand de primeurs
- 2010 : Le Repenti d'Olivier Guignard (téléfilm) : Jérémie
- 2011 : Xanadu, créée par Yves Ramonet, réalisé par Jean-Philippe Amar et Daniel Grou (série télévisée) : Lapo Valadine
- 2012 : La Joie de vivre de Jean-Pierre Améris (téléfilm) : Lazare
- 2013 : Meurtres à Saint-Malo de Lionel Bailliu (téléfilm) : Loïc
- 2014 : Paris, créée par Virginie Brac, épisodes 4 et 6 réalisés par Gilles Bannier (série télévisée) : Simon
- 2015 : En immersion de Philippe Haïm (mini série télévisée) : le chimiste
- 2019 : Calls, épisode La Route (série télévisée) : Olivier
- 2021 : Je voudrais parler de Duras de Claire Simon : Yann Andréa
- 2024 : Dans l'ombre de Pierre Schoeller : César Casalonga

## Théâtre
- 2010 : Une femme à Berlin de Marta Hillers, mise en scène Tatiana Vialle, Théâtre du Rond-Point
- 2013 : En réunion de Andrew Payne, mise en scène Patrice Kerbrat, Petit Montparnasse
- 2013 : Prendre le risque d'aller mieux de Bruno Nuytten, mise en scène Tatiana Vialle, Ciné 13 Théâtre
- 2020 : Exécuteur 14 de Adel Hakim , mise en scène Tatiana Vialle, Théâtre du Rond-Point
- 2025 : Trahisons de Harold Pinter, mise en scène Tatiana Vialle, Théâtre de l'Œuvre

## Distinctions

### Récompenses
- Festival de la fiction TV de La Rochelle 2011 : prix jeune espoir masculin pour La Joie de vivre[19]
- Festival Jean Carmet 2013 : prix du Public du meilleur jeune espoir masculin pour Nous sommes tous des êtres penchés[20]
- Festival Jean Carmet 2015 : prix du Jury du meilleur second rôle pour Ni le ciel ni la terre[21]
- Festival du film francophone d'Angoulême 2017 : Valois du meilleur acteur pour Petit Paysan
- César 2018 : Meilleur acteur pour Petit Paysan
- César 2020 : Meilleur acteur dans un second rôle pour Grâce à Dieu
- Festival du film de Cabourg 2022 : Swann d'or du meilleur acteur pour Vous ne désirez que moi[22]
- César 2024 : Meilleur acteur dans un second rôle pour Anatomie d'une chute

### Nominations
- César 2016 : meilleur espoir masculin pour Les Anarchistes ;